# Gong Ruina
Gong Ruina (en chino: 龚睿那; Anhua, 23 de enero de 1981) es una deportista china que compitió en bádminton, en la modalidad individual.
Ganó tres medallas en el Campeonato Mundial de Bádminton entre los años 1999 y 2003. Participó en los Juegos Olímpicos de Atenas 2004, ocupando el cuarto lugar en la prueba individual.

## Palmarés internacional
| Campeonato Mundial | Campeonato Mundial       | Campeonato Mundial | Campeonato Mundial |
| Año                | Lugar                    | Medalla            | Prueba             |
| ------------------ | ------------------------ | ------------------ | ------------------ |
| 1999               | Copenhague (Dinamarca)   | Medalla de bronce  | Individual         |
| 2001               | Sevilla (España)         | Medalla de oro     | Individual         |
| 2003               | Birmingham (Reino Unido) | Medalla de plata   | Individual         |